# Silvio Maestranzi
Silvio Maestranzi (Bolzano, 2 febbraio 1933) è un regista e sceneggiatore italiano che è stato attivo prettamente in televisione fra il 1959 ed il 1989.

## Biografia
Si è diplomato nel 1958 presso il Centro Sperimentale di Cinematografia.
Ha debuttato nel cinema nel 1959 come aiuto regista di Ignazio Ferronetti per il film Napoli è tutta una canzone.

## Vita privata
È stato sposato con la conduttrice televisiva Donatella Raffai.

## Filmografia

### Aiuto regista
- Napoli è tutta una canzone (1959)
- Il peccato degli anni verdi (1960)
- Le ambiziose (1961)
- Violenza segreta (1963)
- La mia signora (1964)

### Regista
- Il labirinto – cortometraggio (1966)
- Bernadette Devlin – film TV (1971)
- Il numero 10 – film TV (1972)
- Quel primo giorno in fabbrica – mediometraggio per i nuovi assunti in FIAT (1972)
- L'assassinio dei fratelli Rosselli – serie TV (1974)
- La traccia verde – serie TV (1975-1976)
- Aut aut. Cronaca di una rapina – serie TV (1976)
- Tecnica di un colpo di stato: la marcia su Roma – serie TV (1978)
- L'assedio – serie TV (1980)
- La trappola originale – serie TV (1982)
- Silvia è sola – film TV (1988)
- Le due croci – film TV (1988)
- Incontrando robot – cortometraggio (1989)
- Trappola per un uomo solo – film TV (1992)

### Sceneggiatore
- Violenza segreta, regia di Giorgio Moser (1963)
- Il labirinto, regia di Silvio Maestranzi – cortometraggio (1966)
- La rete, regia di Gianni Serra – film TV (1971)
- Il povero soldato – serie TV (1978)
- Una tranquilla coppia di killer – serie TV (1982)
- Silvia è sola, regia di Silvio Maestranzi – film TV (1988)
- Le due croci, regia di Silvio Maestranzi – film TV (1988)
- Incontrando robot, regia di Silvio Maestranzi – cortometraggio (1989)